# Pistolet silencieux PSS
Le pistolet silencieux PSS ou MSS « Vul » (« Вул ») est le dernier système d’arme achevé résultant du développement soviétique de pistolets silencieux fonctionnant sur un système de cartouche scellé. Deux modèles précédents ont été jugés inacceptables pour une utilisation en raison de leur limitation à deux coups. Les systèmes précédents comprenaient les pistolets à double canon MSP et S4M. Développé vers 1980 pour les assassinats et la reconnaissance, le PSS a été délivré pour la première fois aux Spetsnaz du KGB en 1983. Il est en cours de production dans la fonderie d’armes spéciales de TsNIITotchMach. Les pistolets PSS sont toujours utilisés par les unités d’élite des forces spéciales de nombreux pays et par certaines unités du FSB et du MVD.
Le PSS original a été remplacé par le PSS-2 en 2011, utilisant la cartouche silencieuse de 7,62 × 43 mm SP-16 plus puissante.

## Objectif
Le PSS a été développé pour donner aux forces spéciales soviétiques et à la police secrète une option presque complètement silencieuse pour les opérations secrètes telles que la reconnaissance et les assassinats. L’arme utilise une cartouche spéciale avec un piston interne pour atteindre cet objectif. Sinon, c’est un pistolet à double action assez simple. Peu de détails sont connus sur les performances du pistolet, car seuls quelques-uns sont tombés dans les mains des Occidentaux.

## Conception

### Cartouche

Fonctionnement du PSS

Le PSS utilise une cartouche SP-4 à bourrelet de 7,62 × 41 mm spécialement développée pour lui, qui est également utilisée par le revolver silencieux OTs-38 Stechkin. La cartouche contient une charge propulsive qui entraîne un piston interne en contact avec la base de la balle. Lors du tir, le piston propulse la balle hors du canon avec suffisamment d’énergie pour atteindre une portée effective de 25 mètres. À la fin de sa course, le piston scelle le col de la cartouche, empêchant le bruit, la fumée ou l’explosion de s’échapper .

### Action
Le PSS est actionné par recul. Il a une glissière conçue pour fonctionner silencieusement, conformément à la conception du pistolet pour un fonctionnement silencieux. À d’autres égards, le PSS suit généralement les conventions traditionnelles, à l’exception de la tige de guidage de la glissière, qui est située au-dessus du canon au lieu de rails de guidage sur le cadre du pistolet.

## Historique
Le PSS a été utilisé dans la guerre civile syrienne.

## Variantes
Le pistolet silencieux PSS-2 a été développé en Russie, il est basé sur le PSS original mais avec certaines caractéristiques du pistolet SR-1M et quelques améliorations. Il tire des munitions SP-16 de 7,62 x 43 mm, plus puissantes que la cartouche originale de 7,62 × 41 mm, mais incompatibles avec celle-ci. Le PSS-2 a été adopté par l’agence de sécurité russe FSB en 2011.

## Utilisateurs connus
- Géorgie[5]
- Russie